# Reprezentacja Hiszpanii na żużlu
Reprezentacja Hiszpanii na żużlu – grupa żużlowców reprezentujących Królestwo Hiszpanii w sportowych imprezach międzynarodowych. Za jej funkcjonowanie odpowiedzialny jest Real Federación Motociclista Española (RFME).

## Kadra
Jedynym czynnym żużlowcem reprezentującym Hiszpanię jest Argentyńczyk, Facundo Albin, zawodnik ten posiada podwójne obywatelstwo, a licencję hiszpańską uzyskał w 2015 roku.  W sezonie 2023 ten zawodnik został nominowany do reprezentowania kraju w zawodach FIM Europe.